# Palazzo Palazzani
Il Palazzo Palazzani è un edificio di interesse storico ed artistico di Napoli appartenuto alla famiglia Palazzani; è situato al numero 340 del corso Garibaldi a Napoli, nel quartiere San Lorenzo.
Il palazzo sorse nel XVIII secolo e rappresenta un esempio di barocco napoletano, espresso nella facciata dove la composizione architettonica confluisce nel semplice portale in piperno che si slancia fino al piano nobile di cui costituisce visivamente la base; la facciata è impostata su un basamento in piperno da cui lo stesso materiale integrato costituisce il piano di calpestio dei balconi, sul quale s'innalza il resto in laterizi. Ulteriore elemento di particolarità si trova nella scala elicoidale prediligendo questa struttura per una questione di spazi, ma mantiene la sua forma stilistica di scala aperta.
La struttura si eleva su quattro piani e il pian terreno è adibito a botteghe ed attività commerciali; il portale è a tutto sesto in bugnato, mentre ai piani superiori si presentano poggioli con timpano rettangolare. Il poggiolo del piano nobile in posizione centrale esattamente sopra il portale d'ingresso è sorretto da otto modiglioni.
Si accede al cortile tipico di quest'architettura da un ingresso a volta, continuazione visiva dell'arco del portale.

Scala elicoidale
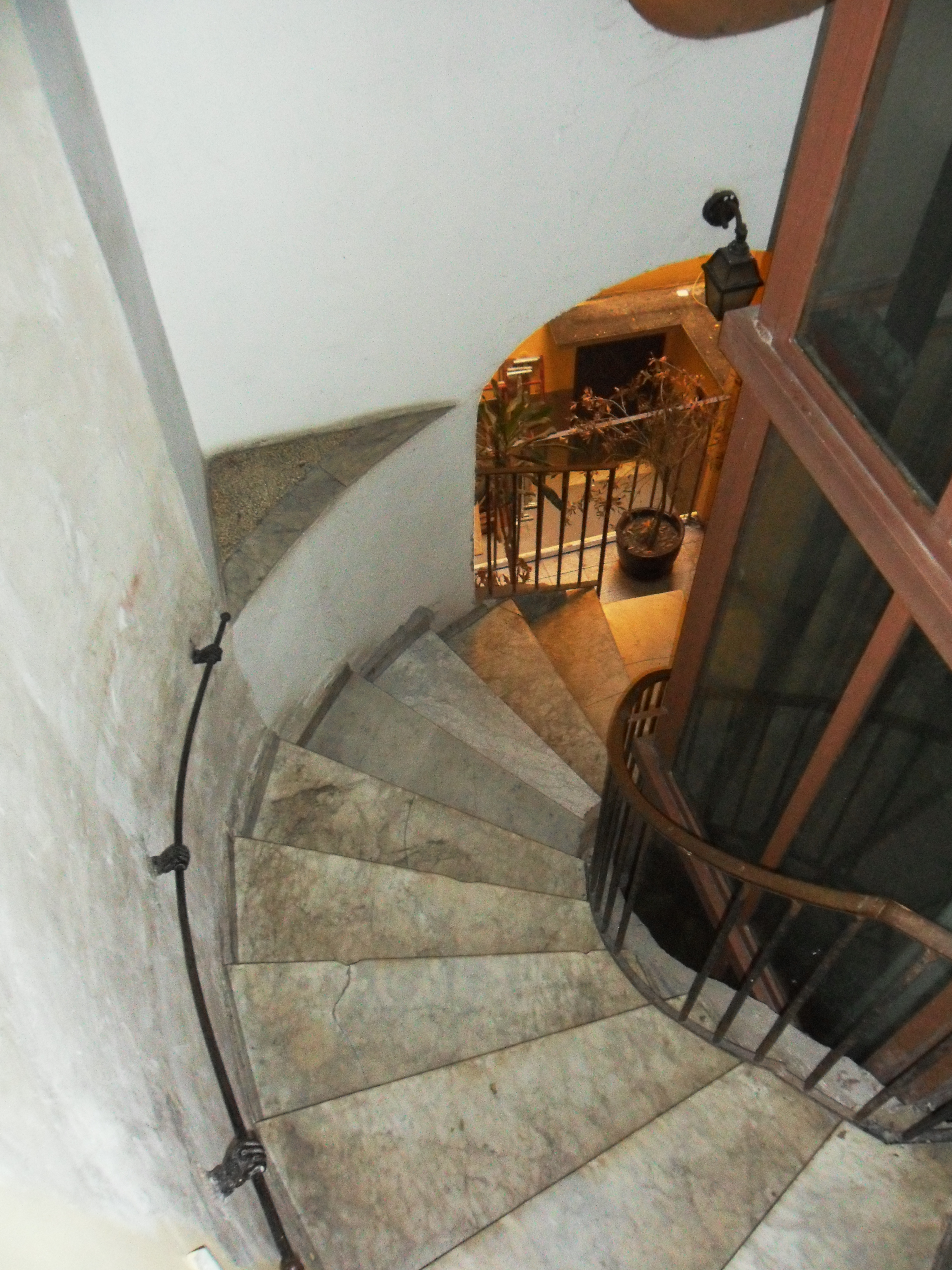
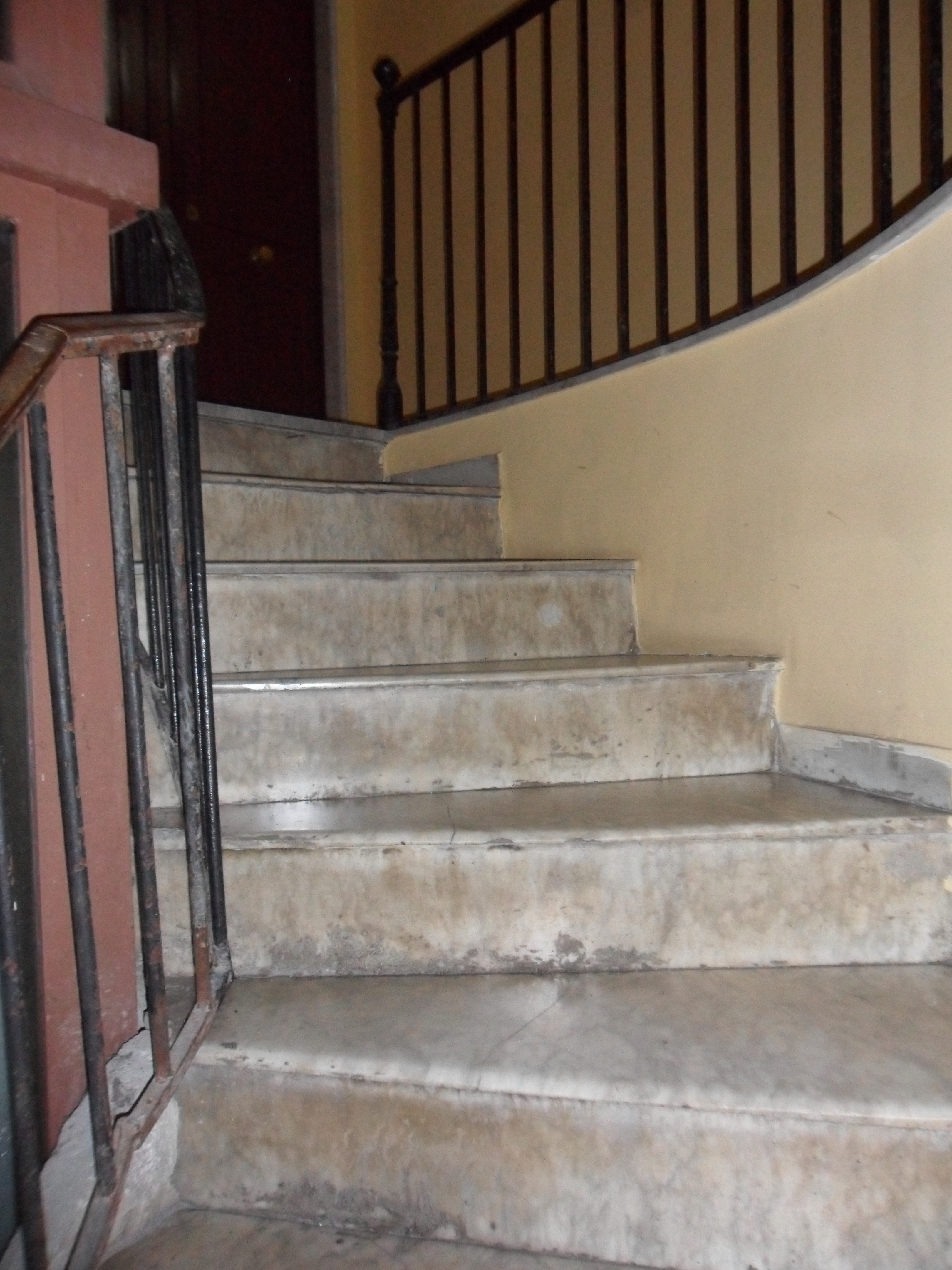
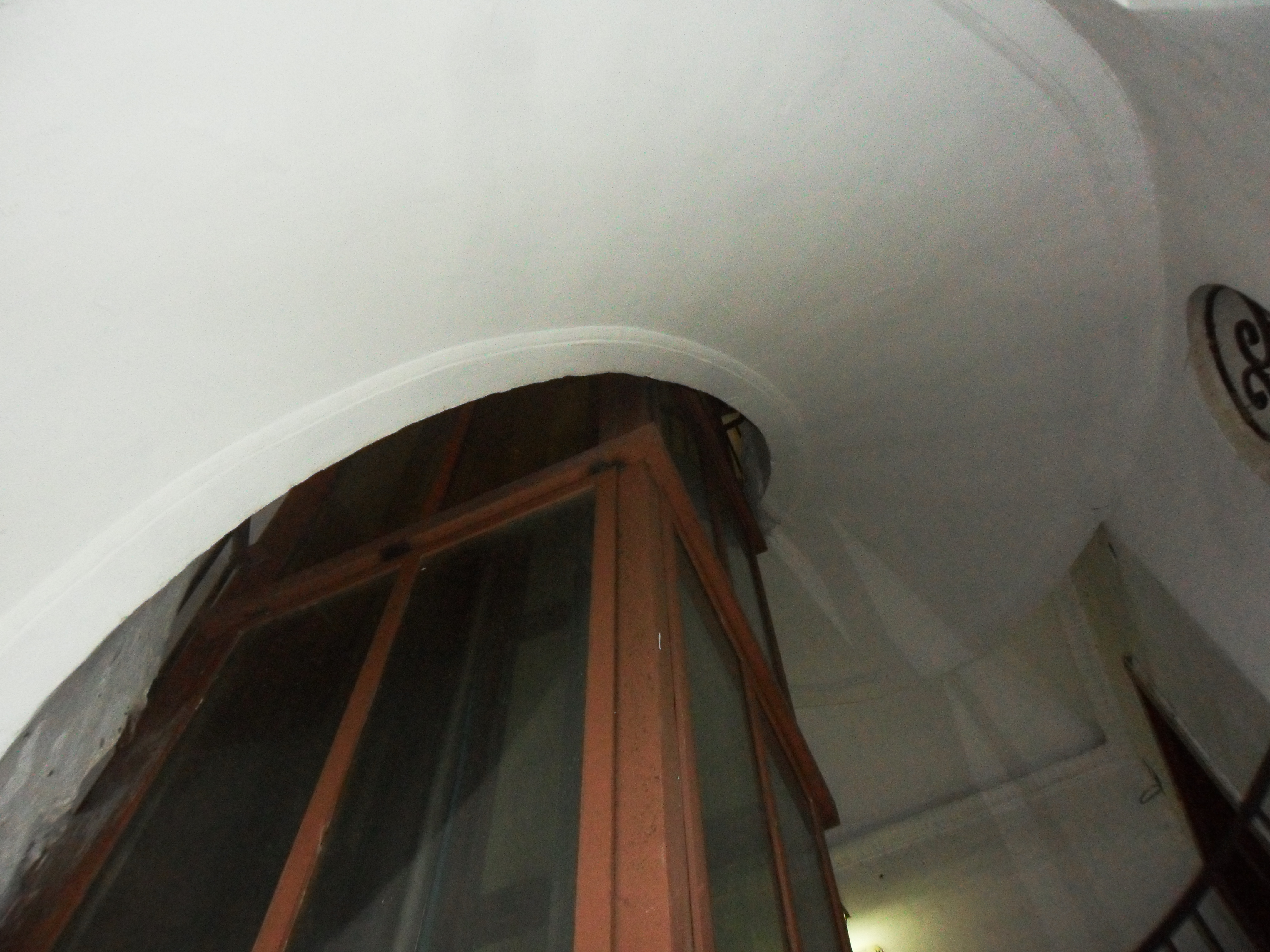